# Piotr Sowisz
Piotr Sowisz (født 10. september 1971) er en tidligere polsk fodboldspiller.